# Gabinete de Vinicio Cerezo
El gabinete de Vinicio Cerezo entró en funciones el 14 de enero de 1986 y finalizó el 14 de enero de 1991.

Vinicio Cerezo fue electo por la Democracia Cristiana Guatemalteca

Este gabinete fue primero en la nueva era democrática del país después de varios golpes de estado que habían realizado varios militares, ya que se regia bajo la nueva Constitución Política de la República de Guatemala de 1985 fue sucedido por el Gabinete de Jorge Serrano Elías.                        

## Composición
El gabinete fue compuesto por 13 miembros de la Democracia Cristiana y 10 Independientes.
  13   Democracia Cristiana Guatemalteca
  10   Independientes
| Cargo                                               | Cargo                                                     | Imagen                             | Titular                                            | Mandato                                          | Partido       |
| --------------------------------------------------- | --------------------------------------------------------- | ---------------------------------- | -------------------------------------------------- | ------------------------------------------------ | ------------- |
|                                                     | Presidente de Guatemala                                   |                                    | Vinicio Cerezo                                     | 14 de enero de 1986 - 14 de enero de 1991        |               |
| Vicepresidente de Guatemala                         |                                                           | Roberto Carpio Nicolle             | 14 de enero de 1986 - 14 de enero de 1991          |                                                  |               |
| Ministerio de Agricultura, Ganadería y Alimentación |                                                           | Rodolfo Estrada Hurtarte           | 14 de enero de 1986 - 17 de julio de 1989          |                                                  |               |
| Ministerio de Agricultura, Ganadería y Alimentación |                                                           |                                    | Carlos de León Prera                               | 17 de julio de 1989 - 14 de enero de 1991        | Independiente |
|                                                     | Ministerio de Comunicaciones, Transporte y Obras Públicas |                                    | Eduardo Goyzueta Weissbach                         | 14 de enero de 1986-1987                         |               |
|                                                     | Ministerio de Comunicaciones, Transporte y Obras Públicas |                                    | Mario López Estrada                                | 1987-14 de enero de 1991                         | Independiente |
|                                                     | Ministerio de Cultura y Deportes                          |                                    | Elmar Rojas                                        | 1986 - 1987                                      |               |
|                                                     | Ministerio de Cultura y Deportes                          |                                    | Ana Isabel Prera Flores                            | 1987 - 1990                                      | Independiente |
|                                                     | Ministerio de Cultura y Deportes                          | Marta Regina de Fahsen             | 1990 - 14 de enero de 1991                         |                                                  | Independiente |
|                                                     | Ministrerio de la Defensa Nacional                        |                                    | Gral. Brigada Jaime Hernández Méndez               | 14 de enero de 1986- 31 de enero de 1987         | Militar       |
|                                                     | Ministrerio de la Defensa Nacional                        | Gral. División Héctor Gramajo      | 31 de enero de 1987 - 21 de mayo de 1990           |                                                  | Militar       |
|                                                     | Ministrerio de la Defensa Nacional                        | Gral. División Juán Leonel Bolaños | 21 de mayo de 1990 - 14 de enero de 1991           |                                                  | Militar       |
|                                                     | Ministerio de Desarrollo Urbano y Rural                   |                                    | René de León Schlotter                             | 14 de enero de 1986-14 de enero de 1991          |               |
| Ministerio de Economía                              |                                                           | Lizardo Sosa                       |                                                    |                                                  |               |
| Ministerio de Educación                             |                                                           | Eduardo Meyer Maldonado            | 14 de enero de 1986 - 1 de marzo de 1988           |                                                  |               |
| Ministerio de Educación                             |                                                           |                                    | José Ricardo Goméz                                 | 1 de marzo de 1988 - 22 de diciembre de 1989     | Independiente |
| Ministerio de Educación                             |                                                           | Carlos René Escobar                | 22 de diciembre de 1989 - 22 de septiembre de 1990 |                                                  | Independiente |
| Ministerio de Educación                             |                                                           | Edgar Rolando Barrios              | 22 de septiembre de 1990 - 14 de enero de 1991     |                                                  | Independiente |
|                                                     | Ministerio de Energía y Minas                             |                                    | Roland Castillo Contoux                            | 14 de enero de 1986 - 30 de noviembre de 1989    |               |
|                                                     | Ministerio de Energía y Minas                             |                                    | Raúl Eduardo Castañeda                             | 30 de enero de 1990 - 14 de enero de 1991        | Independiente |
|                                                     | Ministerio de Finanzas Públicas                           |                                    | Rodolfo Paiz Andrade                               | 14 de enero de 1986 - 19 de octubre de 1989      |               |
|                                                     | Ministerio de Finanzas Públicas                           |                                    | Juan Francisco Pinto                               | 19 de octubre de 1989 - 25 de septiembre de 1990 | Independiente |
|                                                     | Ministerio de Finanzas Públicas                           | Marciano Castillo González         | 25 de septiembre de 1990 - 14 de enero de 1991     |                                                  | Independiente |
|                                                     | Ministerio de Gobernación                                 |                                    | Juan José Rodil Peralta                            | 14 de enero de 1986-1991                         |               |
| Ministerio de Relaciones Exteriores                 |                                                           | Mario Quiñonez Amézquita           | 15 de enero de 1986 - 15 de agosto de 1987         |                                                  |               |
| Ministerio de Relaciones Exteriores                 |                                                           | Alfonso Cabrera Hidalgo            | 16 de agosto de 1988 - 15 de febrero de 1989       |                                                  |               |
| Ministerio de Relaciones Exteriores                 |                                                           |                                    | Mario Gildardo De Jesus Palencia Lainfiesta        | 1 de marzo de 1989 - 16 de octubre de 1989       | Independiente |
| Ministerio de Relaciones Exteriores                 |                                                           | Ariel Rivera Irias                 | 16 de octubre de 1989 - 14 de enero de 1991        |                                                  | Independiente |
|                                                     | Ministerio de Salud Pública y Asistencia Social           |                                    | Carlos Soto Gómez                                  | 14 de enero de 1986-1991                         |               |
| Ministerio de Trabajo y Previsión Social            |                                                           | Ana Catalina Soberanis             | 14 de enero de 1986 - octubre de 1987              |                                                  |               |
| Ministerio de Trabajo y Previsión Social            |                                                           |                                    | José Rodolfo Maldonado Ruiz                        | 1987-1991                                        | Independiente |